# Imair Airlines
Imair Airlines (Імейр Ейрлайнс) — колишня азербайджанська авіакомпанія, член Міжнародної асоціації повітряного транспорту (ІАТА). Штаб-квартира — у Баку. Входила до складу холдингу «ІМПРОТЕКС ГРУП» (IMPROTEX GROUP).
Imair Airlines здійснювала пасажирські перевезення в країни Європи і СНД

## Історія
- Травень 1994

Придбання Холдингом «Improtex Group» літака ТУ-154М б/н 85732.
- Липень 1994

Перший рейс Баку — Шарджа — Баку на власному ВС.
Цей напрямок авіакомпанія експлуатувала до жовтня 1999 р.
- Жовтень 1994

Створення авіакомпанії «Імейр» та її реєстрація в Міністерстві Юстиції Азербайджану як юридичної особи.
- Січень 1995

Отримання авіакомпанією трибуквений код ICAO — ITX.
Підписання угоди про експлуатацію орендованих ВС ТУ-154.
- Травень 1995—1997

Виконання польотів за маршрутом Баку — Алеппо — Баку
- Липень 1995

Отримання авіакомпанією свідоцтва Експлуатанта.
Відкриття головного офісу авіакомпанії.
Підписання контракту на лізинг вантажних ПС Іл-76.
- Вересень 1995 — серпень 2000

Виконання авіакомпанією вантажних авіаперевезень на орендованих ІЛ-76.
- Жовтень 1995

Отримання «Імейр» код IATA 166 та двобуквеного десигнатора IK.
- Жовтень 1995 по квітень 1998

Виконання рейсів за маршрутом Баку — Стамбул — Баку.
- Грудень 1995

Підключення до системи зв'язку SITA.
- Січень 1996 — липень 1998

Перевезення пасажирів і вантажу на маршруті Баку — Урумчі — Баку.
- Квітень 1996 — грудень 1998

Діяльність « Imair Fuelling Services».
- Червень 1996

Початок експлуатації повітряної лінії Баку — Ташкент, Баку.
- Серпень 1996-Березень 2006 р.

Діяльність цеху бортового харчування авіакомпанії «Імейр». Власний цех бортового харчування, був одним з ефективно працюючих підрозділів авіакомпанії, оснащений найсучаснішим обладнанням і володівшим великими виробничими потужностями. Крім постачання бортового харчування на рейси авіакомпанії «Імейр», він обслуговував рейси багатьох авіакомпаній, що здійснюють польоти в Баку, такі як «Домодєдовські авіалінії», «Колавіа», «Волга-Дніпро», «Карат», «Красейр» та інші. Бортове харчування, пропоноване цехом бортхарчування Імейр, володіло незмінно високою якістю. До послуг пасажирів пропонувалося велика різноманітність страв традиційної кухні. В даний час діяльність цеху бортового харчування авіакомпанії «Імейр» зупинено з технічних причин.
- Жовтень 1996 по березень 2004 р.

Виконання регулярних пасажирських рейсів за маршрутом Баку — Москва — Баку.
- Червень 1997

Підключення до системи продажу та бронювання квитків Габріель.
- Липень 1997 — лютий 1998

Виконання пасажирських рейсів за маршрутом Баку — Мінськ — Баку.
- Вересень 1997-січень 1998 р.

Виконання пасажирських рейсів за маршрутом Баку — Ріміні — Баку.
- Лютий 1998

Підключення до системи бронювання «Сирена»
- Березень 1999

Відкриття нового регулярного пасажирського рейсу Баку — Алмати — Баку.
- Лютий 2000 — вересень 2003

Виконання пасажирських рейсів за маршрутом Баку — Санкт Петербург — Баку.
- Лютий 2001

Придбання ВС ТУ — 154М бортовий номер 4KAZ — 17
- Літо 2001—2003

Виконання пасажирських рейсів за маршрутом Баку — Анталія — Баку
- Червень 2003

Підключення до системи бронювання «Amadeus»
- Липень 2003 — жовтень 2003

Виконання пасажирських рейсів за маршрутом Баку — Бейрут — Баку
- Починаючи з 2005 р. на літній сезон з Червня по Вересень

Виконання пасажирських рейсів за маршрутом Баку-Бодрум-Баку
- Червень 2005 р.

Відкриття нового регулярного пасажирського рейсу Баку — Сургут — Баку.
- Березень 2006 р.

Підключення до GDS «Galileo»
- Липень — жовтень 2007

Виконання пасажирських рейсів за маршрутом Баку — Прага — Баку
- Травень 2008 р.

Відкриття нового регулярного пасажирського рейсу Баку — Астана — Баку.
- 23 листопада 2009 р.

Зупинила свою діяльність.
- Грудень 2009 р.

2 Ту-154M виставлені на продаж за ціною $1 млн за кожну машину.

## Флот
| Літак  | Кількість | Примітки |
| ------ | --------- | -------- |
| Ту-154 | 2         |          |

## Маршрутна мережа Imair
Imair Airlines виконувала авіарейси в 11 країн світу.